# راي هويتون
رايموند جايمس هويتون (بالإنجليزية: Ray Houghton)، من مواليد 9 يناير 1962 في غلاسغو في اسكتلندا، لاعب كرة قدم إيرلندي سابق.
بدأ مسيرته الكروية مع نادي وست هام يونايتد الإنجليزي في عام 1979، ولعب معهم حتى عام 1982، وشارك معهم في تلك الفترة في مباراة واحدة، وفي عام 1982 انتقل إلى نادي فولهام الإنجليزي، ولعب معهم حتى عام 1985، وشارك معهم في 129 مباراة وسجل 16 هدف، وفي عام 1985 انتقل إلى نادي أوكسفورد يونايتد، ولعب معهم حتى عام 1987، وشارك معهم في 83 مباراة وسجل 10 أهداف، وفي عام 1987 انتقل إلى نادي ليفربول، ولعب معهم حتى عام 1992، وقد شارك معهم في 153 مباراة وسجل 28 هدف، وفي عام 1992 انتقل إلى نادي أستون فيلا، ولعب معهم حتى عام 1995، وشارك معهم في تلك الفترة في 95 مباراة وسجل 6 أهداف، وفي عام 1995 انتقل إلى نادي كريستال بالاس، ولعب معهم حتى عام 1997، وشارك معهم في 73 مباراة وسجل 7 أهداف، وفي عام 1997 انتقل إلى نادي ريدينغ الإنجليزي، ولعب معهم حتى عام 1999، وشارك معهم في 43 مباراة وسجل هدف واحد، وفي موسم 1999/2000 لعب مع نادي ستيفيناج بوروه، وشارك معهم في 3 مباريات، واعتزل بعدها كرة القدم.
و قد لعب مع منتخب جمهورية إيرلندا لكرة القدم 73 مباراة وسجل 6 أهداف.

## مسيرته الكروية
لعب راي هويتون خلال مسيرته الاحترافية مع 8 أندية في ثلاثة وعشرون موسمًا وسجل خلالها 68 هدفًا ضمن 579 مباراة. حيث فاز في موسمين بالكأس وفي موسمين بالدوري.
خاض راي هويتون مسيرته مع نادي وست هام يونايتد في موسم 1980–81 ولمدة موسمين، مشاركًا في مباراة ولم يسجل أي هدف. ثم انتقل إلى نادي فولهام في موسم 1982–83 ليلعب معه أربعة مواسم، حيث شارك في 129 مباراة سجل خلالها 16 هدفًا. لينتقل بعدها إلى نادي أكسفورد يونايتد في موسم 1985–86 واستمر معه طيلة ثلاثة مواسم، مشاركًا في 83 مباراة سجل خلالها 10 أهداف. ثم انتقل إلى نادي ليفربول في موسم 1987–88 ليلعب معه خمسة مواسم، مشاركًا في 153 مباراة سجل خلالها 28 هدفًا. هذا وانتقل لاحقًا إلى نادي أستون فيلا في موسم 1992–93 واستمر معه طيلة ثلاثة مواسم، مشاركًا في 95 مباراة سجل خلالها 6 أهداف. ثم انتقل بعدها إلى نادي كريستال بالاس في موسم 1994–95 واستمر معه طيلة ثلاثة مواسم، مشاركًا في 72 مباراة سجل خلالها 7 أهداف. ليعود وينتقل من جديد، لكن هذه المرة إلى نادي ريدنغ في موسم 1997–98 ولمدة موسمين، مشاركًا في 43 مباراة سجل خلالها هدفًا واحدًا. لينتقل بعدها إلى نادي ستيفيناغ بوروه في موسم 1999–00 لمدة موسم واحد، مشاركًا في 3 مباريات ولم يسجل أي هدف.

## روابط خارجية
- راي هويتون على موقع IMDb (الإنجليزية)

- راي هويتون على موقع الاتحاد الدولي (مؤرشف)  (الإنجليزية)
- راي هويتون على موقع الاتحاد الأوربي (الإنجليزية)
- راي هويتون على موقع قاعدة بيانات كرة القدم.إي يو (الإنجليزية)
- راي هويتون على موقع ناشيونال فوتبول تيمز (الإنجليزية)
- راي هويتون على موقع Soccerbase.com (لاعب) (الإنجليزية)
- راي هويتون على موقع عالم كرة القدم.نت (الإنجليزية)